# Jerzy Starak
Jerzy Andrzej Starak (ur. 12 grudnia 1947 w Cieszynie) – polski przedsiębiorca.

## Życiorys
Absolwent Szkoły Głównej Gospodarstwa Wiejskiego w Warszawie. Pracował we Włoszech, w okresie PRL założył Comindex, jedno z największych przedsiębiorstw polonijnych. Według informacji mediów Służba Bezpieczeństwa zarejestrowała Jerzego Staraka w 1980 jako tajnego współpracownika.
W latach 90. wprowadzał na polski rynek duże koncerny z branży FMCG: Nutricię i Colgate-Palmolive, a także markę Bols. W 2000 kupił Polpharmę (kontrolując w 2015 64,5% akcji), a w 2012 przejął warszawską Polfę. Uzyskał udziały także w Zakładach Tłuszczowych Kruszwica i Herbapolu Lublin. Poprzez Polpharmę zainwestował w centrum badań i rozwoju nad lekami Polpharma Biologics w Gdańsku. Powoływany w skład rad nadzorczych (m.in. Banku Polska Kasa Opieki).
Od 1990 Jerzy Starak notowany na liście 100 najbogatszych Polaków tygodnika „Wprost” (najwyżej na miejscu 4. w 1993 i w 2001). W 2021 uplasował się na czwartej pozycji listy najbogatszych Polaków magazynu „Forbes” z majątkiem wycenianym na 12,8 mld zł.
W 2008 powołał Fundację Rodziny Staraków deklarującą działania wspierające zdolnych młodych ludzi.

## Odznaczenia i wyróżnienia
Odznaczony Krzyżem Kawalerskim (2003) i Oficerskim (2012) Orderu Odrodzenia Polski. W 2024 uhonorowany został Złotym Medalem „Zasłużony Kulturze Gloria Artis”.
W 2011 otrzymał Nagrodę im. Andrzeja Wierzbickiego przyznawaną przez Konfederację Lewiatan dla przedsiębiorców. W 2013 otrzymał Perłę Honorową Polskiej Gospodarki (w kategorii krzewienie wartości społecznych).

## Życie prywatne
Dwukrotnie żonaty. Z pierwszą żoną ma syna Patryka. Jego drugą żoną została przedsiębiorca Anna Woźniak-Starak, z którą ma córkę Julię. Pasierbem Jerzego Staraka (synem jego drugiej żony z poprzedniego małżeństwa) był Piotr Woźniak-Starak, producent filmowy i mąż Agnieszki Woźniak-Starak.
Wraz z żoną został właścicielem kolekcji sztuki powstałej po 1945 oraz dworu w Oborach.